# Rie Matsubara
Rie Matsubara –en japonés, 松原梨恵, Matsubara Rie– (Gifu, 21 de marzo de 1993) es una deportista japonesa que compite en gimnasia rítmica, en la modalidad de conjuntos.
Ganó diez medallas en el Campeonato Mundial de Gimnasia Rítmica entre los años 2015 y 2021. Participó en tres Juegos Olímpicos de Verano, ocupando el séptimo lugar en Londres 2012, el octavo en Río de Janeiro 2016 y el octavo en Tokio 2020, en la prueba por conjuntos.

## Palmarés internacional
| Campeonato Mundial | Campeonato Mundial   | Campeonato Mundial | Campeonato Mundial          |
| Año                | Lugar                | Medalla            | Prueba                      |
| ------------------ | -------------------- | ------------------ | --------------------------- |
| 2015               | Stuttgart (Alemania) | Medalla de bronce  | 5 con cinta                 |
| 2017               | Pésaro (Italia)      | Medalla de plata   | 3 con pelota + 2 con cuerda |
| 2017               | Pésaro (Italia)      | Medalla de bronce  | Concurso completo           |
| 2017               | Pésaro (Italia)      | Medalla de bronce  | 5 con aro                   |
| 2018               | Sofía (Bulgaria)     | Medalla de plata   | 5 con aro                   |
| 2019               | Bakú (Azerbaiyán)    | Medalla de oro     | 5 con pelota                |
| 2019               | Bakú (Azerbaiyán)    | Medalla de plata   | Concurso completo           |
| 2019               | Bakú (Azerbaiyán)    | Medalla de plata   | 3 con aro + 2 con mazas     |
| 2021               | Kitakyushu (Japón)   | Medalla de bronce  | 5 con pelota                |
| 2021               | Kitakyushu (Japón)   | Medalla de bronce  | 3 con aro + 2 con mazas     |